# Diego Mesía Felípez de Guzmán
Diego Mesía Felípez de Guzmán y Dávila (1590-1655), fou un militar i polític espanyol.
Vescomte de Butarque, marquès de Leganés, comanador major de Lleó, governador de Milà entre el 1635 i el 1641, tret d'uns mesos el 1636 que el substituí Fernando de Ribera, es va casar amb Policena Spínola y Doria, que va morir el 1639 i era filla d'Ambrogio Spinola, amb qui va tenir tres fills: Gaspar Mesía Felípez de Guzmán y Spínola, Inés Dávila y Spínola, i Ambrosio Spínola. Se li va concedir la grandesa d'Espanya el 19 d'agost de 1634, sent declarada perpètua el 1640. Era cosí de Gaspar de Guzmán y Pimentel, el Comte-duc d'Olivares,
Durant la Guerra dels Trenta Anys va defensar el ducat dels francesos, desallotjant a Henri de Rohan de la Valtellina el 1637. Es va aliar amb el príncep Tomàs de Savoia sense poder evitar la conquesta de Torí per Henri Harcourt de Lorena el 1640.
El novembre de 1641 fou nomenat comandant de l'exèrcit de Catalunya. El 1642, durant la Guerra dels Segadors, Felip IV d'Espanya, veient que la major part de Catalunya estava en mans franceses i catalanes, va decidir llançar una ofensiva per prendre Lleida. Tropes de Saragossa i Tarragona van ser enviades per atacar als francesos de Lleida, que es van trobar al pla de les Forques, i els espanyols van acabar derrotats.
El gener de 1643 inicià la invasió amb un exèrcit de 6.000 homes i 3.000 cavalls, però fou derrotat per Philippe de La Mothe-Houdancourt al Setge de Miravet
El 1646 va evitar la captura de la ciutat, que el 1644 havia pres Felipe da Silva. Després de la derrota, va caure en desgràcia però finalment fou nomenat Virrei de Catalunya el 1645, càrrec que va ostentar fins al 1647.